# Eva Erbenová
Eva Erbenová (* 1930 v Děčíně jako Eva Löwidt) je izraelská spisovatelka židovského původu.

## Životopis

### Dětství
Narodila se v Děčíně v bohaté židovské rodině. Její matka byla Marta Löwidtová (* 17. 7. 1901) a otec byl inženýr Jindřich Löwidt (* 18. 1. 1895), který pracoval jako chemik a vedl továrnu na gumové výrobky ve Volyni. Oba její dědové byli podnikatelé a vlastnili továrnu (na rybí konzervy a na obuv). Měli služebnou Haglu. V dětství měla jezevčíka Bobíka. V 6 letech se přestěhovala s rodiči do vily pražských Strašnicích.

### Válečné období
Před válkou měl otec možnost odjet s rodinou do Šanghaje, kde tehdy hledali chemiky a lékaře. Také mohla odjet s rodinnými přáteli do Ameriky, ale nechtěli opustit republiku.
Roku 1941 byla deportována s rodinou do Terezína, kde účinkovala v dětské opeře Brundibár. V roce 1944 byla deportována s matkou do koncentračního tábora v Osvětimi. V dubnu 1945 se jí podařilo utéci z Pochodu smrti z Osvětimi až do tábora ve Svatavě na Sokolovsku. Matka při pochodu zemřela vyčerpáním. Při jedné noční zastávce se zavrtala do slámy, a když se ráno probrala, pochod byl pryč. Zde ji našel polský chlapec, který zde byl na nucených pracích. Dal jí pít a jídlo, a poslal ji pryč, jelikož to byla stodola německého občana. Ve vesnici Postřekov se jí ujala rodina Jahnova, která ji vrátila zpět do života a skryla do konce války.

### Poválečné období
Po válce ji našla teta v seznamu židovské obce, u které žila v Hermanově Městci, kde chodila do školy do 5. třídy. Poté odešla do sirotčince (Lauderova škola) a absolvovala ošetřovatelskou školu v Praze. Měla odejít do Austrálie, protože ji adoptovala australská rodina, ale potkala Petera, který byl s ní a s jejím otcem v Terezíně.

### Emigrace
Po válce se rozhodla se emigrovat. V srpnu 1948 odjela s manželem Petrem (o 10 let starším) do Paříže a tam se vzali, jelikož byla těhotná. Zde pracovala v OZ, instituce pro sirotky. Odtud chtěli odletět do Austrálie, ale nakonec v roce 1949 odpluli do Izraele, kde měl její manžel bratra. V Izraeli žije s rodinou v Aškelonu dodnes. Má 3 děti, devět vnuků a jedenáct pravnoučat. Jejích rodinným přítelem byl Arnošt Lustig.
Ovládá český, německý, hebrejský a maďarský jazyk.
Má čestné občanství Postřekova.
V říjnu 2023 po útoku skupiny Hamás dočasně odešla do Česka. V dubnu 2025 byla jedním z hlavních řečníků na ústřední pietní akci k Jom ha-šo'a v památníku Jad vašem v Jeruzalémě.

## Knihy
- Vyprávěj mámo, jak to bylo (1994) – Kniha byla vydaná v České republice, Izraeli, Německu a Francii. Na motivy této knihy natočil Pavel Štingl hraný dokument O zlém snu (2000).
- Sen (2001) – Autobiografická kniha líčí události první republiky, druhé světové války a holocaustu pohledem dítěte. Je to rozšířená verze knihy Vyprávěj mámo, jak to bylo. Podle knihy byl volně inspirovaný scénář výpravného filmu Poslední cyklista z roku 2014.
- Životy Evy L. (2013) – Spolupráce s Markétou Mališovou.